# Gåte
Gåte är ett rockband från Trøndelag i Norge. Deras musikstil benämns ofta progressiv folkrock, en blandning av folkmusik och rock, metal och electronica. Bandet var verksamt från slutet av 1990-talet till den 6 september 2005 då de tillkännagav att de skulle ta en paus från spelandet. I slutet av december 2005 spelade de ett par avslutningskonserter, varav en släpptes på DVD:n Liva.
Bandet återförenades för en konsert den 24 oktober 2009. Gåte höll sin definitiva avslutningskonsert på Operataket i Oslo 20 augusti 2010.
Gåte vann Spellemannprisen 2002 som "Årets nykommer" för debutalbumet Jygri. Bandet nominerades även till Spellemannprisen 2004 i klassen "Rock" för albumet Iselilja, men vann inte. År 2024 vann Gåte Melodi Grand Prix och fick därmed representera Norge i Eurovision Song Contest 2024 i Malmö med bidraget "Ulveham". Låten gick vidare från semifinalen och i finalen slutade den på sista plats.

## Bandmedlemmar
- Gunnhild Eide Sundli – sång (1999–2005, 2009–2010)
- Sveinung Eide Sundli – fiol, keyboard, gitarr (1999–2005, 2009–2010)
- Gjermund Landrø – sång, basgitarr, gitarr, saxofon (1999–2005, 2009–2010)
- Magnus Robøt Børmark – gitarr, synthesizer (1999–2005, 2009–2010)
- Kenneth Kapstad – trummor (2004–2005, 2009–2010)
- Martin Viktor Langlie – trummor (1999–2004)

## Diskografi

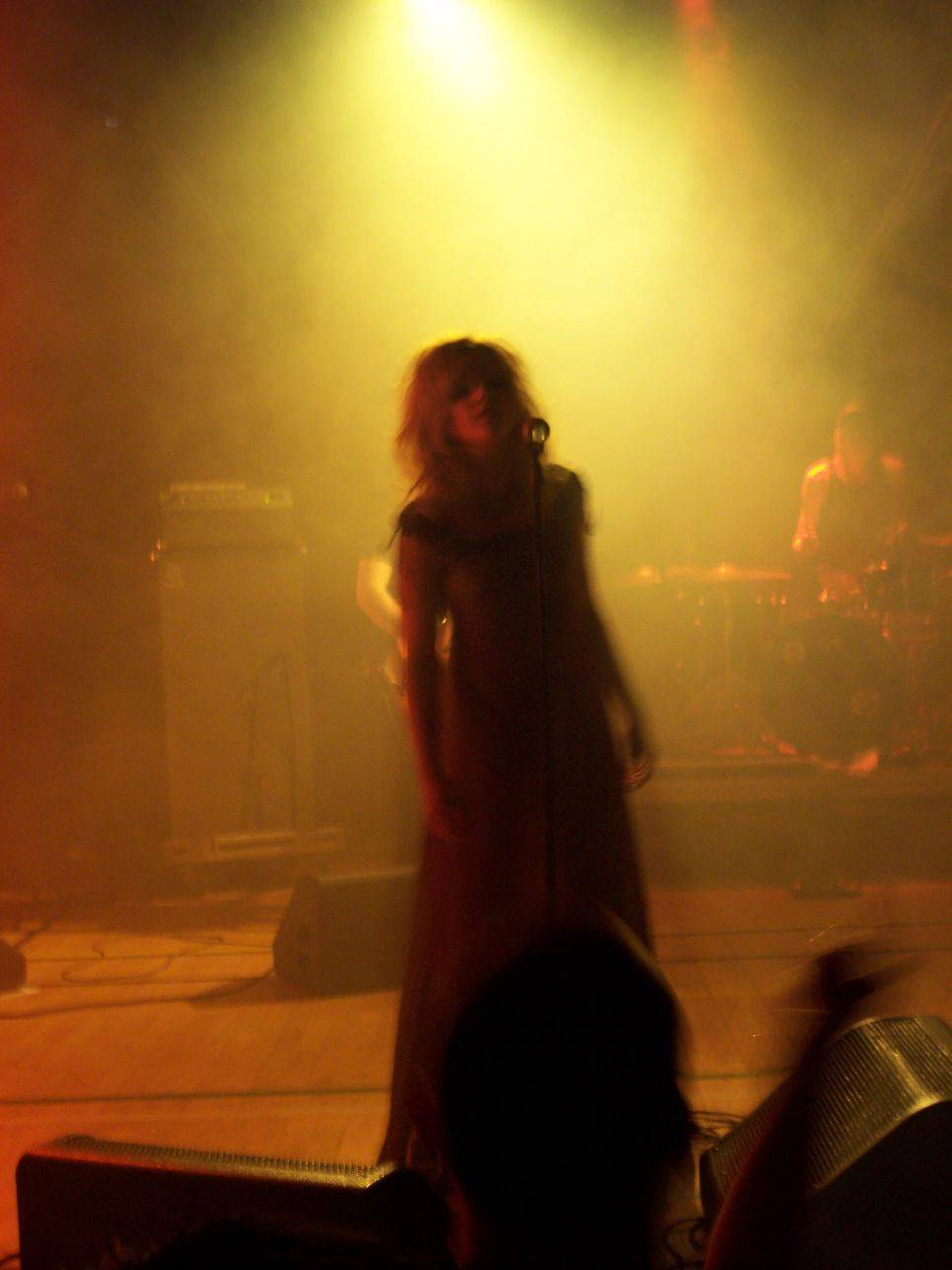
Gunnhild Sundli uppträder med Gåte 2005.

Studioalbum
- 2002 – Jygri
- 2004 – Iselilja

Livealbum
- 2006 – Liva
- 2006 – Liva DVD

EP
- 2000 – Gåte EP (Gammel)
- 2002 – Gåte EP (Grusomme skjebne)
- 2003 – Statt opp  (Maggeduliadei)

Singlar
- 2001 – "Kringelhauk"
- 2002 – "Kara tu omna"
- 2002 – "Bendik og Årolilja"
- 2002 – "Til deg"
- 2004 – "Sjåaren"
- 2004 – "Sjå attende"